# ジェリコの戦い
ジェリコの戦い（英語：Joshua Fit The Battle Of Jericho）は、旧約聖書に登場する、古代イスラエルのモーセの後継者ヨシュア（英名：ジョシュア）によるカナン人の都市ジェリコの攻略を歌った歌である。
もとはこの戦いの歌だが、黒人霊歌、ジャズのスタンダード・ナンバーとしても有名である。

## 主な内容
ヨシュアはジェリコとの戦いを始め、兵士達は手に槍を持って突撃した。ヨシュアはこの戦いは我が手中にあると言い、兵士達に叫べ、角笛（羊の角を使ったトランペット）を吹けと命令した。すると笛と声によってジェリコの城壁は崩れ落ちた、という「ヨシュア記」6章の内容が歌詞となっている。また歌詞の中で、この戦いにおけるヨシュアより偉大な人物はいないと言っている。

## アレンジ
- コーディ・ランサム（埼玉西武ライオンズ）応援歌 - Bart&Bakerによるリミックス